# فرودگاه فورت استاکتون پکوس
فرودگاه فورت استاکتون پکوس (به انگلیسی: Fort Stockton-Pecos County Airport) یک فرودگاه همگانی با کد یاتا FST است که یک باند فرود آسفالت دارد و طول باند آن ۱۳۴۱ متر است. این فرودگاه در شهر فورت استاکتون، تگزاس کشور ایالات متحده آمریکا قرار دارد و در ارتفاع ۹۱۷٫۸ متری از سطح دریا واقع شده است.